# Oddział Polski w Odessie
Oddział Polski w Odessie – oddział Wojska Polskiego na Wschodzie.

## Historia oddziału
W kwietniu 1917 roku w Odessie został zorganizowany Związek Wojskowych Polaków. Związek rejestrował żołnierzy polskich w oddziałach rosyjskich, opiekował się jeńcami polskimi w armiach zaborczych i prowadził działalność oświatową wśród kolonii polskiej w okręgu. W listopadzie, na rozkaz Naczpola, przystąpił do werbunku żołnierzy i wysyłania ich do I i II Korpusów Polskich. Korzystając z zezwolenia głównodowodzącego Frontem Rumuńskim (depesza z 23 listopada 1917) gen. Szczerbaczewa rozpoczęto formowanie oddziałów na terenie Odeskiego Okręgu Wojskowego. Miały one stanowić zalążek samodzielnego Korpusu Polskiego.
W marcu 1918 roku, dowódca oddziałów wojskowych Odeskiej Republiki Radzieckiej, Michaił Murawjow wydał rozkaz, żeby przed opuszczeniem przez wojska miasta, zlikwidować „burżujów”, a w szczególności Polaków. Dowództwo Oddziału zadecydowało, by o północy z 9 na 10 marca wyszły na miasto polskie patrole interwencyjne. Bolszewicy przecenili siłę Polaków i nie podjęli akcji nakazanej przez ich dowódcę. Rozpoczęto pertraktacje, w wyniku których powstała odezwa dowództwa bolszewickiego, gwarantująca względne bezpieczeństwo Polakom na terenie okręgu.
18 marca 1918 roku kapitan Skrzyński powołał pułkownika inżyniera Czesława Rybińskiego na szefa sztabu Oddziału i od tego czasu nastąpił jego szybki rozwój. Po zajęciu Odessy przez oddziały armii austro-węgierskiej, ukraiński minister wojny Ołeksandr Żukowski nakazał rozformowanie Oddziału. Kapitan Skrzyński nie wykonał polecenia. Austriacy doprowadzili do wydania rozkazu o dyslokacji oddziału w rejon Chmielnik – Janów. W odpowiedzi Polacy zdemobilizowali oddział, a byli żołnierze armii austriackiej i legionów galicyjskich ukryli się wśród polskiej społeczności. W rozkazie demobilizacyjnym znalazły się słowa: ... Każdy zwolniony żołnierz i oficer powinien się uważać za wolnego obywatela Państwa Polskiego i jest zupełnie samodzielny w rozporządzaniu własną osobą. Oddział formalnie rozformowany został 14 kwietnia 1918.

## Organizacja i obsada personalna oddziału

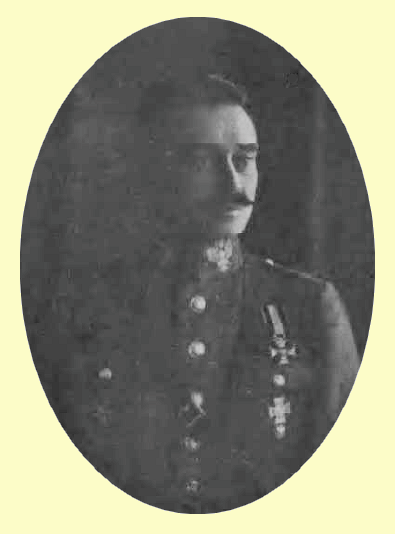
kpt. Stanisław Skrzyński

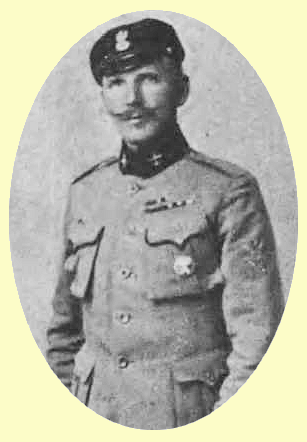
płk Czesław Rybiński

Organizacja i obsada personalna oddziału
- Dowództwo
  - dowódca – kpt. Stanisław Skrzyński
  - szef sztabu – płk Czesław Rybiński
  - kierownik działu mobilizacyjnego – kpt. Marian Czerniewski
  - szef sanitarny – gen. dr Kazimierz Kardaszewicz
  - kontroler – urzędnik wojskowy Mikulski
  - intendent – płk Zygmunt Skulski
  - skarbnik – urzędnik wojskowy Antoni Porczyński

- pułk piechoty (strzelców) – płk Kazimierz Szymański
  - 1 batalion kpt. Józef Kowzan
  - 2 batalion i Legia Rycerska – kpt. Albin Skroczyński
- 1 szwadron jazdy – rtm. Michał Prażmowski
- 2 szwadron jazdy – rtm. Sawicki
- dywizjon artylerii (4 działa) – ppłk Kazimierz Ledóchowski, płk Mikołaj Mrozowski (faktycznie kpt. Poloński)
- kompania inżynieryjna – kpt. Łepkowski
- oddział karabinów maszynowych – kpt. Józef Mellerowicz
- oddział samochodowy – kpt. Klonowski
- oddział lotniczy (6 samolotów) – rtm. Czesław Albin Łupiński[3])
- pociąg warsztat – płk Szamota
- szpital polowy – dr Laskowski
- komendant etapów – kpt. Roman Joachimowicz

Ogółem oddział liczył około 250 oficerów i 2500 szeregowych.